# Peter Baehr
Peter René Baehr (Amsterdam, 1 januari 1935 − Heemstede, 29 november 2010) was een Nederlands hoogleraar mensenrechten.

## Biografie
Baehr studeerde af in 1960 in politieke en sociale wetenschappen aan de Universiteit van Amsterdam. Op 10 februari 1964 promoveerde hij aan Georgetown University op Dilemmas in United States foreign policy in the United Nations with regard to problems of national self-determination. Vanaf 1 januari 1963 was hij docent aan zijn alma mater in de leer der internationale betrekkingen. Per 1 januari 1966 werd dat docentschap omgezet in een lectoraat met dezelfde leeropdracht; hij hield zijn oratie Onderwijs en onderzoek in de internationale betrekkingen op 14 november 1966. Vervolgens werd per 1 september 1969 het lectoraat omgezet in een gewoon hoogleraarschap; hij inaugureerde met De studie van de buitenlandse politiek: toegang tot de internationale betrekkingen op 30 november 1970. Per 1 maart 1976 ging hij op eigen verzoek met ontslag, om secretaris te worden van de Wetenschappelijke Raad voor het Regeringsbeleid, een functie die hij tot 1983 zou bekleden, waarna hij er raadslid werd. In 1978 werkte hij mee aan een onderzoek naar Elite en buitenlandse politiek in Nederland. in 1980 scheef hij een artikel over Unifil ter gelegenheid van het 10-jarig bestaan van het Nederlands Instituut voor Vredesvraagstukken. hij was tevens betrokken bij Amnesty International en was voorzitter van de Nederlandse Provisional Human Rights and Foreign Policy Advisory Committee. Hij was van 1983 tot 1988 de eerste voorzitter van de Adviescommie mensenrechten buitenlandse zaken voor het betreffende ministerie, waar hij juist wegging toen er commotie speelde over mogelijke opzegging door Nederland van het BUPO-verdrag waarover zijn commissie niet ingelicht noch geadviseerd was.
Per 1 september 1986 werd hij voor een jaar bijzonder hoogleraar mensenrechten en buitenlands beleid aan de Universiteit Leiden (Cleveringaleerstoel); hij inaugureerde op 26 november 1986 met Mensenrechten en buitenlands beleid: verenigbare grootheden? Van 1 september 1987 tot 1 september 1992 was hij aan die universiteit onbezoldigd gewoon hoogleraar met dezelfde leeropdracht.
Per 1 februari 1990 werd hij aangesteld als gewoon hoogleraar rechten van de mens aan de Universiteit Utrecht waar hij op 9 januari 1991 zijn inaugurele rede De rechten van de mens: een universeel aandachtsgebied hield. Per 1 augustus 1998 ging hij daar met vervroegd emeritaat en hield zijn afscheidsrede op 11 november 1998. Van 1990 tot 1998 was hij aan die universiteit tevens directeur van het Studie- en informatiecentrum mensenrechten en oprichter en eerste directeur van de Onderzoeksschool rechten van de mens. Bij zijn afscheid werden hem twee bundels aangeboden.
In 1990 werkte Baehr mee aan de bundel The Netherlands and the United Nations, in 1991 aan Nederland in een veranderende wereld. De toekomst van het buitenlands beleid en aan Future European architecture. A Common European House?. Hij schreef enkele standaardwerken over de Verenigde Naties, geregeld met prof. dr. Leon Gordenker (1923-2020). In 1999 werkte hij mee aan de bundel Innovation and inspiration. Fifty years of the Universal Declaration of Human Rights.
Baehr was een autoriteit op het gebied van de mensenrechten en bekleedde verschillende nevenfuncties, waaronder van 1999 tot 2006 voorzitter van de Stichting voor vluchtelingen-studenten UAF.
Prof. dr. P.R. Baehr overleed plotseling in 2010 op 75-jarige leeftijd.